# Rudolf Grimme
Rudolf Grimme (* 19. Januar 1929 in Weidenau, Tschechoslowakei; † 6. Mai 2004 in Unterhaching) war ein deutscher Ingenieur und Hochschullehrer.

## Leben und Wirken
Nach dem Abitur an der Oberrealschule Ansbach im Jahr 1948 studierte Grimme mit einem Stipendium für besonders Begabte („Hundhammer-Stipendium“) Bauingenieurwesen an der TH München und promovierte 1958 bei Alfred Habel über „Das zugbandlose Tonnendach“. 1965 gründete er sein eigenes Büro für Konstruktiven Ingenieurbau in München. Von 1978 bis 1982 lehrte er an der TU Braunschweig, 1982 wurde er an die TUM berufen, wo er bis zu seiner Emeritierung 1993 lehrte.
Seit ca. 1980 führte er den Heimatbund Weidenau-Großkrosse e. V., eine Vereinigung der aus dem Weidenauer Ländchen im Jahr 1946 vertriebenen Landsleute. Die Stadt Neuburg an der Donau ist seit ca. 1956 die Patenstadt der Weidenauer- und Krösser Vertriebenen.
Rudolf Grimme ist es auch mit zu verdanken, dass es heute die Partnerschaft zwischen den Landkreisen Neuburg-Schrobenhausen und Jesenik (Freiwaldau) gibt. Von seiner Geburtsstadt wurde Rudolf Grimme im Jahr 2003 zum Ehrenbürger ernannt und die Stadt Neuburg an der Donau verlieh ihm im Jahr 2003 die Bürgermedaille. Am 6. Mai 2004 starb Rudolf Grimme in Unterhaching bei München, im Alter von 75 Jahren.